# Республика Северных Соломоновых островов
Республика Северных Соломоновых островов, или Республика Бугенви́ль, — непризнанное государство, которое существовало в течение шести месяцев в 1975—1976 годах и в течение восьми лет в 1990—1998 годах на территории современной автономной области Бугенвиль в государстве Папуа — Новая Гвинея.

## Объявление независимости
1 сентября 1975 года Северные Соломоновы острова в одностороннем порядке объявили о своей независимости от управляемой Австралией территории Папуа — Новой Гвинеи, которая сама должна была стать независимым государством 16 сентября.

## Реакция
Главный министр Папуа — Новой Гвинеи Майкл Сомаре первоначально не показал беспокойства по поводу ситуации на Бугенвиле. Римско-католическая церковь, самая мощная организация в Бугенвиле, официально объявила о своей поддержке сепаратистского движения. На Бугенвиле находились немецкие, британские и австралийские миссионеры и колониальная администрация Австралии. Папуа — Новая Гвинея, Австралия и Организация Объединённых Наций не признали отделения Бугенвиля, и чиновники Папуа — Новой Гвинеи на острове просто проигнорировали это объявление. Весь район Западных островов Соломоновы Острова (где проживала треть населения Соломоновых островов) обратился через районный совет, чтобы присоединиться к независимому Бугенвилю.
Островитяне Бугенвиля всегда расценивали себя как отдельное этническое образование в Папуа — Новой Гвинее. У местных жителей очень тёмная кожа, в отличие от более светлых её оттенков у папуасов и других новогвинейцев. Остров расположен в 1000 километров к востоку от материка и более тесно связан географически с Соломоновыми Островами, являясь при этом частью Архипелага Соломоновых Островов.

## Ответные меры
Декларация независимости последовала вскоре за открытием медно-порфирового месторождения Пангуна (разработка велась с 1972 по 1989 года), некоторое время считавшегося одного из самых больших в мире. Правительство Папуа — Новой Гвинеи основало шахту Бугенвильской медной компании в центральном Бугенвиле. Бугенвильская медная компания была филиалом австралийской компании Conzinic Rio Tinto, которая, в свою очередь, управлялась гигантской британской компанией Rio Tinto Zinc. Когда шахта была построена, правительство Австралии, поддержанное вооружённой полицией, позволило шахтёрам приступить к работе и просто поставило местных жителей перед фактом, что их земля занята, — без какого-либо обсуждения или переговоров по этому поводу.
Бугенвиль воссоединился с Папуа — Новой Гвинеей при международном посредничестве в начале 1976 года.

## Начало гражданской войны

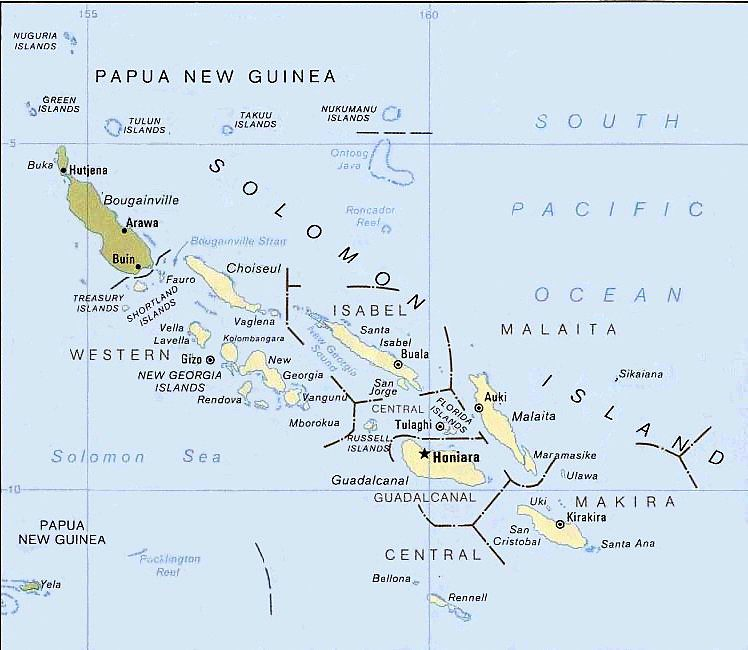
Северные Соломоновы острова (зелёный) на общей карте Соломоновых островов

Бугенвильский медный рудник обеспечивал 40 % экспорта и 17—20 % государственных доходов Папуа — Новой Гвинеи, но эти деньги не использовались для улучшения жизни местных жителей, а его эксплуатация вызвала загрязнение окружающей среды и ухудшение экологической обстановки. В 1988 году долгое недовольство местных землевладельцев Бугенвильской медной компанией вылилось в появление вооружённой группировки в джунглях, которая уничтожала и притесняла работников медной компании. В конце концов шахту были вынуждены закрыть в декабре того же года, и в последующем в крупных городах и горных районах был введён комендантский час — в надежде обуздать развитие конфликта. В 1989 году вспыхнули беспорядки в местных вооружённых силах, и силы безопасности Папуа — Новой Гвинеи начали против мятежников полномасштабную военную операцию.

## Достижение самоуправления
В 1990 году революционной армии Бугенвиля во главе с местным лидером вооружённого сопротивления Фрэнсисом Оуна удалось выбить силы Папуа — Новой Гвинеи с острова, провозгласив создание бугенвильского Временного правительства, Декларация Независимости была поддержана правительством Соломоновых островов. Правительство Папуа — Новой Гвинеи немедленно приступило к реализации экономической блокады острова и послало войска на подавление восстания, что привело к затяжному вооружённому конфликту, активная фаза которого длилась до 1998 года, когда бо́льшая часть острова перешла под контроль правительства.
Одиннадцать лет спустя после начала восстания, в 2001 году, правительство Папуа — Новой Гвинеи достигло всеобъемлющего мирного соглашения с Бугенвилем, подписав мирное соглашение, согласно которому Бугенвиль становился провинцией Папуа — Новой Гвинеи, но с созданием в рамках новой Конституции автономного правительства на Бугенвиле и обещанием провести референдум о будущем политическом статусе автономного правительства в срок от 10 до 15 лет.
В 2005 году при посредничестве Организации Объединённых Наций правительство Папуа — Новой Гвинеи утвердило Конституцию Бугенвиля, что стало основой создания признанного автономного бугенвильского правительства. Выборы первого автономного правительства были проведены в мае-июне 2005 года. Президентом был избран Иосиф Кабуи. Он умер 6 июня 2008 года.
24 июля 2005 года лидер повстанцев Френсис Она, к тому времени объявивший себя королём, умер после непродолжительной болезни (малярия). Его преемники отказались от мирного разрешения конфликта, и радикальные сепаратистские движения продолжили свою деятельность.
Во время гражданской войны на Бугенвиле в течение более десяти лет погибло от 15 000 до 20 000 и лишилось крова более 40 000 человек.
Референдум о независимости прошёл 10 декабря 2019 года после нескольких переносов. По данным местного телеканала EMTV референдум состоялся. Всего обработано 181 067 бюллетеней, за независимость проголосовало 176 928 человек (97,7 %), против — 3043 (2,3 %).